# NGC 5035
NGC 5035 is een spiraalvormig sterrenstelsel in het sterrenbeeld Maagd. Het hemelobject werd op 17 maart 1881 ontdekt door de Amerikaanse astronoom Edward Singleton Holden.

## Synoniemen
- MCG -3-34-28
- NPM1G -16.039
- PGC 46068